# Condado de Pettis
O Condado de Pettis é um dos 114 condados do Eestado americano de Missouri. A sede do condado é Sedalia, e sua maior cidade é Sedalia. O condado possui uma área de 1 778 km² (dos quais 4 km² estão cobertos por água), uma população de 39 403 habitantes, e uma densidade populacional de 22 hab/km² (segundo o censo nacional de 2000). O condado foi fundado em 1833.